# 1,3-Dibrom-2-propanol
1,3-Dibrom-2-propanol ist eine chemische Verbindung aus der Gruppe der Alkohole.

## Vorkommen

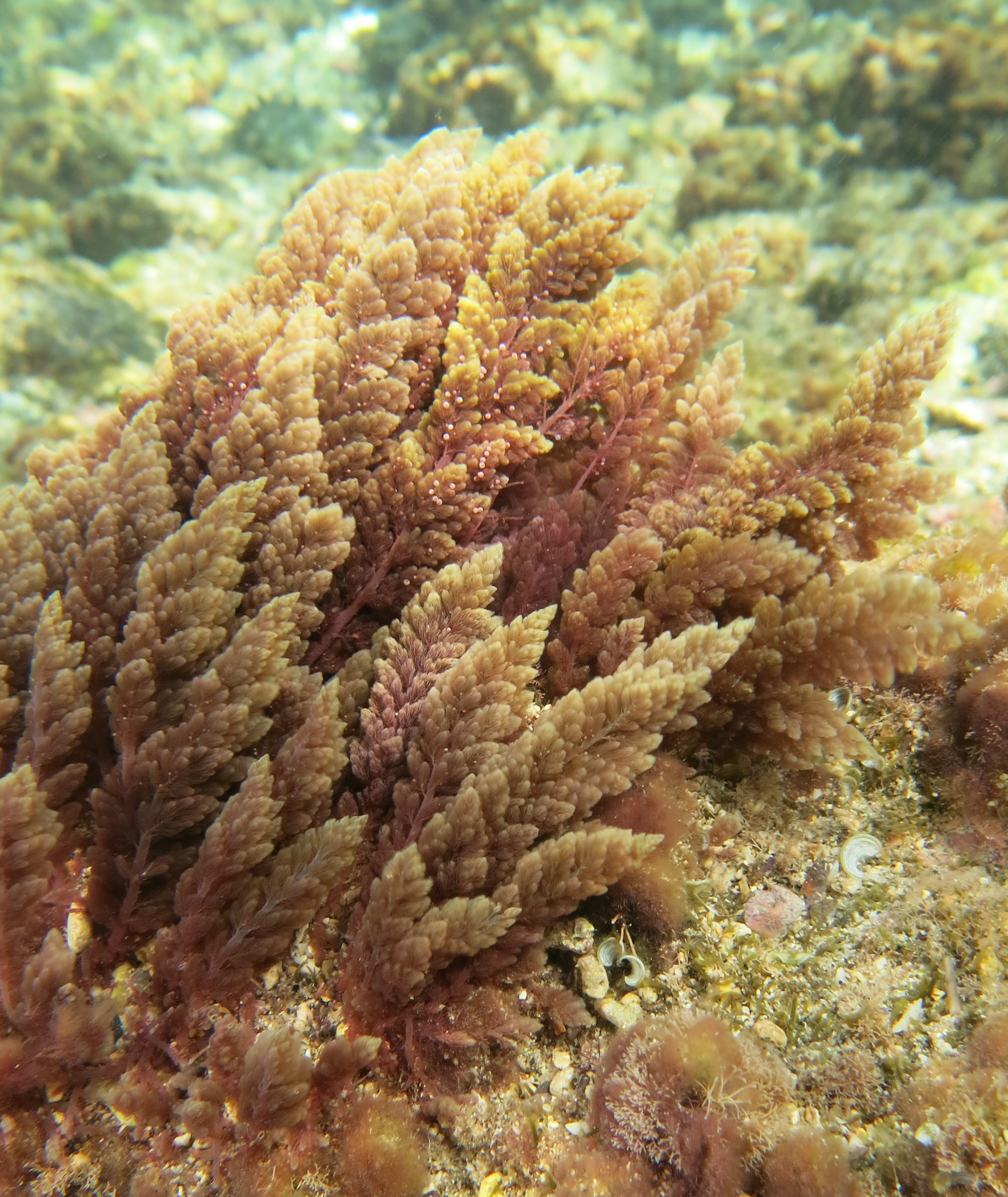
Asparagopsis taxiformis in Réunion

1,3-Dibrom-2-propanol wurde in der Alge Asparagopsis taxiformis nagewiesen.

## Gewinnung und Darstellung
1,3-Dibrom-2-propanol kann durch Reaktion von Glycidyltosylat mit Dilithiumtetrabromcuprat Li2CuBr4 in gewonnen werden.
Es entsteht auch als Nebenprodukt bei der Herstellung von 2,3-Dibrom-1-propanol durch Diazotierung der diastereomeren Tartratsalze von 2,3-Dibrompropylamin.

## Eigenschaften
1,3-Dibrom-2-propanol ist eine farblose bis braune, geruchlose Flüssigkeit. Sie zersetzt sich bei Erhitzung über 219 °C.

## Verwendung
1,3-Dibrom-2-propanol wird als Vernetzungsreagenz verwendet.

## Sicherheitshinweise
Die Dämpfe von 1,3-Dibrom-2-propanol können mit Luft ein explosionsfähiges Gemisch (Flammpunkt 47 °C) bilden.

## Externe Links zu erwähnten Verbindungen
1. ↑  Externe Identifikatoren von bzw. Datenbank-Links zu Glycidyltosylat:  CAS-Nr.: 6746-81-2, PubChem: 160868, ChemSpider: 141328, Wikidata: Q126609181.
2. ↑  Externe Identifikatoren von bzw. Datenbank-Links zu Dilithiumtetrabromcuprat:  CAS-Nr.: 15489-29-9, PubChem: 71310044, Wikidata: Q82911097.
3. ↑  Externe Identifikatoren von bzw. Datenbank-Links zu 2,3-Dibrompropylamin:  CAS-Nr.: 40152-81-6, PubChem: 110939, ChemSpider: 99585, Wikidata: Q133888230.